# Гермесианакт
Гермесианакт Колофонский (др.-греч. Ἑρμησιάναξ ὁ Κολοφώνιος) — древнегреческий элегический поэт IV—III века до н. э.

## Жизнь и творчество
Представитель старшего поколения александрийских поэтов, Гермесианакт был учеником Филета Косского. Известен как автор сборника элегий в трех книгах, названного им по имени своей возлюбленной Леонтии — «Леонтион» (Λεόντιον — Леонтиночка). Та ли это гетера Леонтия, что была любовницей философа Эпикура, или нет — неизвестно; возможно, просто совпадение имен. Афиней пишет, что Гермесианакт не первый, кто назвал элегии в честь своей подруги: ещё Мимнерм дал сборнику элегий имя флейтистки Нанно, а Антимах Колофонский — лидийской гетеры Лиды. У Афинея сохранилось 98 строк из третьей книги, известных как «Каталог влюбленных».
Он перечисляет истории любви (в основном, несчастной или неразделенной) поэтов и философов, реальные и вымышленные. Орфея — к Агриопе (Эвридике), Мусея — к Антиопе, Гесиода — к Эое, Гомера — к Пенелопе, Мимнерма — к Нанно, Антимаха — к Лиде, Алкея и Анакреонта — к Сафо, Софокла — к гетере Феориде и некой Эригоне, Еврипида, который бежал от ненависти афинянок в Македонию, где был растерзан псами, Филоксена — к Галатее, любовнице тирана Дионисия, Филета — к Биттиде, Пифагора — к Феано, Сократа — к Аспасии, Аристиппа — к знаменитой коринфской гетере Лаиде.
Из этого перечня более или менее достоверными считаются любовные истории Мимнерма, Антимаха, Софокла (с Феоридой) и Филета.
Вымышленная влюбленность Алкея в Сафо была легендой, сочиненной в эллинистическую эпоху, а страсть Анакреонта к Сафо, и его ревность к Алкею уже Афиней считал вымыслом, так как теосский певец жил на поколение позже. С мнимой возлюбленной Гесиода вышла путаница: в «Каталоге знаменитых женщин», приписываемом этому поэту, персонажи вводятся при помощи выражения ή οἵην (или та, которая). Гермесианакт принял этот оборот речи за женское имя.
Павсаний пишет, что нашел у Гермесианакта вариант мифа об Аттисе: согласно ему, Аттис был сыном фригийца Калая, «от рождения неспособным к деторождению». Переселившись в Лидию, он учредил оргии в честь Диндименской Матери (Кибелы), и благодаря этому достиг у лидийцев такого почета, что Зевс, разгневавшись, наслал на страну чудовищного кабана, убившего и Аттиса и многих его последователей.
В 1991 бельгийский ученый М. Хойс опубликовал папирус с отрывком стихотворения в жанре ὰραί — фиктивного проклятия (инвективы), популярного в эллинистической и римской поэзии (например, «Ибис» Овидия). Отрывок, автором которого считают Гермесианакта, является самым ранним образцом этого жанра. Повод для проклятия мог быть самым ничтожным (в данном случае он неизвестен), а способ его осуществления — самым фантастическим. В данном случае автор угрожает покрыть тело врага татуировками. Главной задачей ученого поэта при создании такого стихотворения было продемонстрировать свою эрудицию в перечне вытатуированных изображений на мифологические сюжеты.

## Издания
- Bach, Nicolaus. Philetae Coi, Hermesianactis Colophonii atque Phanoclis reliquiae. — Halis Saxorum: in libraria Gebaueria, 1829
- Bergk, Theodor. Poetae Lyrici Graeci. Vol. 3, fasc. 4. — Leipzig: Teubner, 1914

## Фрагменты в русском переводе
- Эллинские поэты VIII—III вв. до н. э. (Каталог влюбленных, Проклятия, с. 289—291) — М.: Ладомир, 1999 — ISBN 5-86218-237-3
- Древнегреческая элегия (с. 179—183). — СПб.: Алетейя, 1996. — ISBN 5-85233-003-26 (ошибоч.)